# 勞倫茲·哈特

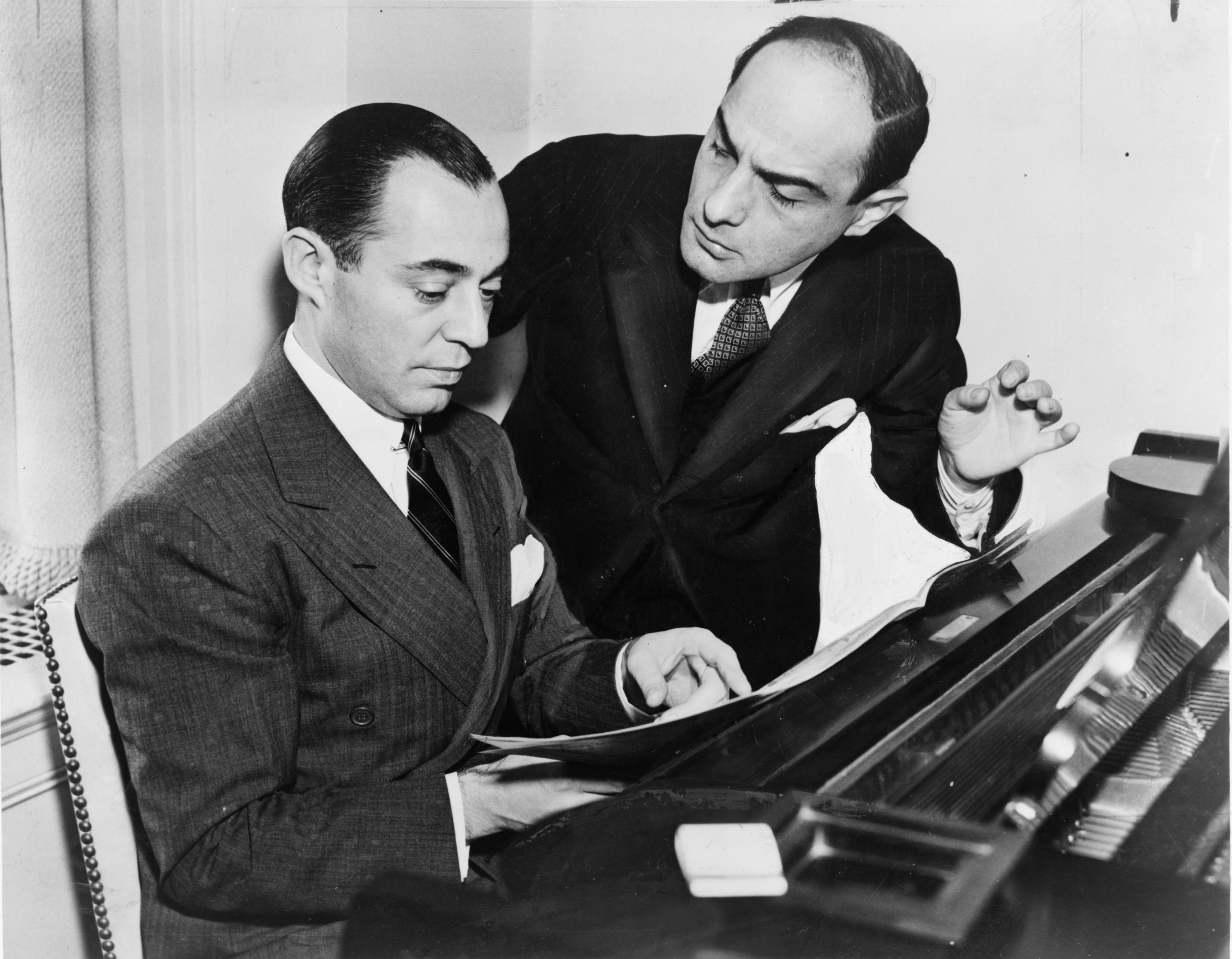
Lorenz Hart (right) with Richard Rodgers (1936)

勞倫茲·哈特（Lorenz "Larry" Hart），1895年5月2日—1943年11月22日)是著名的百老匯歌曲創作組合羅傑斯與哈特（Rodgers and Hart）中的哈特。他創作出有名的歌曲包括了：藍月（Blue Moon）、不浪漫嗎（Isn't It Romantic?）、"Mountain Greenery", "The Lady Is a Tramp", "曼哈頓（歌曲）"（Manhattan）, "何地何時"（Where or When），"意亂情迷"（Bewitched, Bothered, and Bewildered），"愛上愛情"（Falling in Love with Love），以及"可笑的情人節"（My Funny Valentine）。 
在2025年上映的电影《蓝月亮》中，哈特由伊桑·霍克扮演。